# NAOTO
NAOTO(나오토, 1983년 8월 30일 ~ )는 일본의 댄서이며, EXILE, 3대째 J Soul Brothers의 멤버이다. 본명, 카타오카 나오토(片岡 直人).
사이타마현 토코로자와 시 출신. LDH 소속.

## 내력
2007년 11월 10일, J Soul Brothers에 가입.
2009년 3월 1일, EXILE에 가입.
2010년 11월 10일부터, EXILE과 병행해 3대째 J Soul Brothers의 리더 겸 퍼포머로서 활동한다.
2016년 4월 15일, 힙합 유닛 HONEST BOYZ를 결성.

## 참가 그룹
- JAZZ DRUG (2003년 2월 ~ 불명)
- SCREAM (2006년 2월 ~ 불명)
- 2대째 J Soul Brothers (2007년 11월 10일 ~ 2009년 3월 1일)
- EXILE (2009년 3월 1일 ~ )
- 3대째 J Soul Brothers (2010년 11월 10일 ~ )
- HONEST BOYZ (2016년 4월 ~ )

## 출연

### 드라마
- 감량 복서 (2009년 11월 ~ 2010년 1월, BeeTV) - 주연·키타오오지 스스무 역
- 덕분에! (2010년 9월 18일, CBC) - 주연·카토 타츠히코 역
- SPEC~경시청 공안부 공안 제5과 미상 사건 특별 대책계 사건부~ 제8화 (2010년 12월 3일, TBS) - 본인 역
- 라스트♡신데렐라 (2013년 4월 ~ 6월, 후지 TV) - 카시와기 토모노리 역
- 프레네미 ~시궁쥐의 거리~ (2013년 7월 ~ 9월, 닛폰 TV) - 주연·오카지마 역
- 디어 시스터 제9 ~ 최종화 (2014년 12월 11일 ~ 18일, 후지 TV) - 쿠와나 역
- 나이트 히어로 NAOTO (2016년 4월 ~ 7월, TV 도쿄) - 주연·NAOTO 역

### 영화
- 사쿠라사쿠 (2014년) - 오오모리 역
- 망고와 붉은 휠체어 (2015년) - 이가라시 쇼타 역

### 버라이어티
- 바이킹 (2014년 4월 8일 ~ 2015년 3월 10일, 후지 TV) - 격주 화요일 MC
- 인간 관찰 버라이어티 모니터링 (2016년 4월 ~ , TBS) - 레귤러

### CM
- GREE 〈성전 케르베로스〉 (2012년)
- 후지쯔 ARROWS (2012년)
- 소프트뱅크 〈스포나비 라이브〉 (2016년)